# Henry Sharp
Henry Sharp (* 13. Mai 1892 in New York City, New York; † 6. August 1966 in Los Angeles, Kalifornien) war ein US-amerikanischer Kameramann.

## Leben
Nach einer fotografischen Ausbildung kam Henry Sharp zum Film. Ab dem Beginn der 20er Jahre war er als Chefkameramann tätig. Die bekanntesten Filme, an denen er mitarbeitete, waren wie z. B. Die eiserne Maske, unter Mitwirkung des Schauspielers Douglas Fairbanks entstanden. Nach der Einführung des Tonfilms waren die meisten der Filme, an denen Sharp mitarbeitete, weniger bedeutsam. Ausnahmen bilden vor allem Ministerium der Angst von Fritz Lang oder Alice in Wonderland. Ab den 50er Jahren war Sharp ganz überwiegend für das Fernsehen tätig.

## Filmografie (Auswahl)
- 1921: Lügende Lippen (Lying Lips)
- 1924: Die Ehe im Kreise (The Marriage Circle)
- 1925: Der Mann mit der Peitsche (Don Q, Son of Zorro)
- 1926: Der Seeräuber (The Black Pirate)
- 1928: Wenn die Großstadt schläft (While the City Sleeps)
- 1928: Ein Mensch der Masse (The Crowd)
- 1929: Die eiserne Maske (The Iron Mask)
- 1929: Lokomotive 2329 (Thunder)
- 1933: Die Marx Brothers im Krieg (Duck Soup)
- 1933: Alice im Wunderland (Alice in Wonderland)
- 1934: Das ist geschenkt (It‘s a Gift)
- 1934: Meine Damen, zugehört! (Ladies Should listen)
- 1934: All the King’s Horses
- 1934: Sechs von einer Sorte (Six of a Kind)
- 1935: Der gläserne Schlüssel (The Glass Key)
- 1939: Geronimo, die Geißel der Prärie (Geronimo)
- 1940: Dr. Zyklop (Dr. Cyclops)
- 1944: Ministerium der Angst (Ministry of Fear)
- 1945: The Man in Half Moon Street
- 1945: What Next, Corporal Hargrove?
- 1947: The Guilty
- 1947: Ein Leben wie ein Millionär (It Happened on 5th Avenue)
- 1959: Land ohne Gesetz (The Young Land)